# Priscula gularis
Priscula gularis är en spindelart som beskrevs av Simon 1893. Priscula gularis ingår i släktet Priscula och familjen dallerspindlar.
Artens utbredningsområde är Ecuador. Inga underarter finns listade i Catalogue of Life.